# Gianni Vernuccio
Gianni Vernuccio, né le 30 mai 1918 au Caire en Égypte britannique, est un réalisateur, scénariste, monteur et producteur italien.

## Biographie
Gianni Vernuccio naît au Caire d’une famille italienne. Il étudie en Italie et fréquente le Centro sperimentale di cinematografia à Rome dont il sort diplômé. Il travaille pour l’Istituto Luce comme monteur avant de rejoindre l’industrie du cinéma à Venise, puis à Milan. Il s’essaie à la réalisation en 1948, puis part tourner en Égypte au début des années 1950, avant de revenir en Italie poursuivre sa carrière de réalisateur. Il signe plusieurs scénarios pour ses propres films et en assure la production et le montage.
Il réalise notamment la comédie d’aventure Le Trésor du Bengale (it) avec l’acteur américano-indien Sabu en 1954. Il signe en 1959 le drame noir L'Enfer dans la peau dans lequel l’actrice Annabella Incontrera tient son premier rôle au cinéma. Il adapte en 1964 le roman Un amour de Dino Buzzati qui devient sous sa caméra Une garce inconsciente, avec Rossano Brazzi et Agnès Spaak. Pour son dernier film, il revisite le drame de Paolo et Francesca dans le film Paul et Françoise (Paolo e Francesca).

## Filmographie

### Comme réalisateur
- 1942 : Il paese delle fisarmoniche (documentaire)
- 1942 : Piccoli alpini (documentaire)
- 1943 : Il circo (documentaire)
- 1949 : Il Giorgione dei pioppi (documentaire)
- 1948 : Uomini senza domani
- 1949 : Arminie del Verbano (documentaire)
- 1949 : Notte di nebia
- 1950 : Femme de feu (Imraah min nar)
- 1951 : Du sang dans le désert (Dimâ fil l Sahrâ)
- 1951 : Le Chacal du désert (Intiqâm Al habîb)
- 1952 : Un Égyptien au Liban (Masri fi Loubnan)
- 1952 : À la sueur de mon front (Min araq guibini)
- 1953 : La Fête du printemps (Chamm al nasim)
- 1953 : Canzoni a due voci (it)
- 1953 : Le Trésor du Bengale (it) (Il tesoro del Bengala)
- 1954 : Un émule de Cartouche (Le avventure di Cartouche) (avec Steve Sekely)
- 1954 : Le Carrefour du destin (To stavrodromi tou pepromenou)
- 1956 : Le Fils du cheik (Gli amanti del deserto) (avec Fernando Cerchio et León Klimovsky)
- 1959 : La peccatrice del deserto
- 1959 : L'Enfer dans la peau (L'inferno addosso)
- 1961 : Amour dans le désert (Gharam fi sahraa) (avec Leon Klimovsky)
- 1961 : A due passi dal confine
- 1963 : Les Italiens s'amusent ainsi (Gli italiani si divertono così)
- 1964 : L'uomo che bruciò il suo cadavere
- 1964 : Une garce inconsciente (Un amore)
- 1966 : Les Longues Nuits de Véronique (La lunga notte di Veronique)
- 1971 : Paul et Françoise (Paolo e Francesca)

### Comme scénariste
- 1948 : Uomini senza domani
- 1951 : La vengeance de l'être aimé (Intekam el habib)
- 1952 : Min ara'a jabini
- 1959 : L'inferno addosso
- 1961 : A due passi dal confine
- 1964 : L'uomo che bruciò il suo cadavere
- 1969 : L'amica d’Alberto Lattuada

### Comme monteur
- 1948 : Uomini senza domani
- 1953 : Le Trésor du Bengale (Il tesoro del Bengala)
- 1959 : L'inferno addosso
- 1961 : A due passi dal confine
- 1964 : L'uomo che bruciò il suo cadavere
- 1964 : Une garce inconsciente (Un amore)
- 1966 : Les Longues Nuits de Véronique (La lunga notte di Veronique)
- 1971 : Paolo e Francesca

## Source
- (it) Cet article est partiellement ou en totalité issu de l’article de Wikipédia en italien intitulé « Gianni Vernuccio » (voir la liste des auteurs).